# Vadászat a Vörös Októberre (regény)
A Vadászat a Vörös Októberre Tom Clancy 1984-ben megjelent első regénye. A történet Marko Alekszandrovics Rámiusznak, egy szovjet tengeralattjáró kapitányának és John Patrick "Jack" Ryan-nek, a CIA elemzőjének összefonódó kalandjait mutatja be.
A történet a Jack Ryan életét érintő 12 részes regénysorozat részét képezi. Megjelenését tekintve a sorozat első kötete, a történeti sorrendben a negyedik.
A regényt sokszor említik példaként, mint a techno-thriller – a thriller és a sci-fi alkotta új műfaj – első igazi képviselőjét, amelyben különleges hangsúlyt kapnak a hadsereg és a hírszerzés műszaki és operatív tevékenységei.
A fikciót a nagyszámú valósághű elem, apró részlet teszi hitelessé. Még Rámiusz személye is a valóságból merítettnek nevezhető, hiszen számos katonatiszt menekült az Szovjetunióból az Egyesült Államokba.

## Magyarul
- Vadászat a Vörös Októberre; ford. Barkóczi András; Európa–Dunafilm, Bp., 1990

## Filmadaptáció
John McTiernan filmesítette meg 1990-ben.

## Külső hivatkozások
- A film az Internet Movie Database oldalain